# Frank Büttner (Schauspieler)

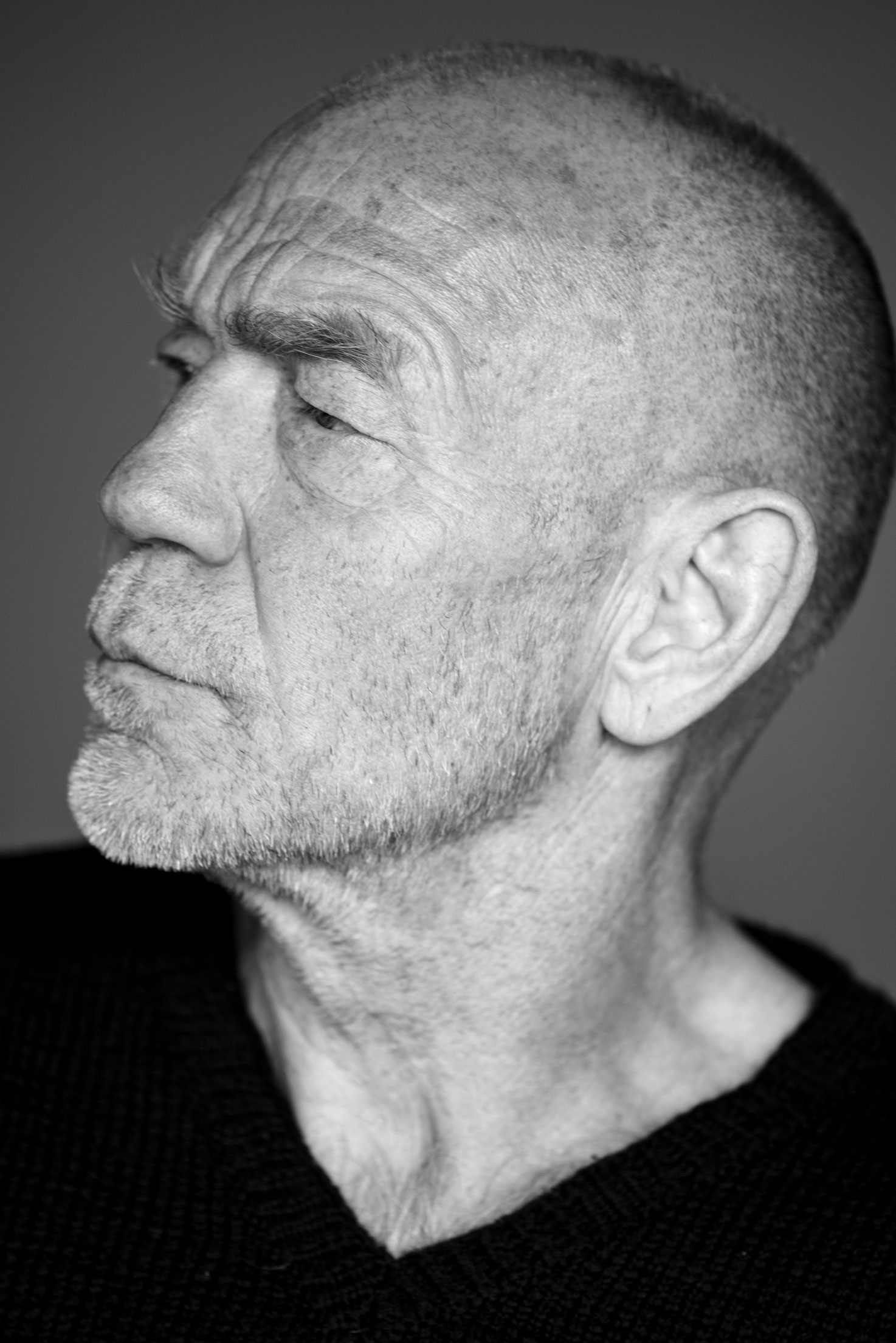
Frank Büttner (2017)

Frank Büttner (* 1960 in Ost-Berlin, DDR) ist ein deutscher Schauspieler.

## Werdegang
Büttner wuchs in Ost-Berlin auf. Zwischen seinem 14. und 25. Lebensjahr war er als Facharbeiter für Eisenbahnbautechnik tätig. Die Erfahrung am Gleisbau bildete für den späteren Schauspieler die Verbindung zwischen Film und Theater und dem wirklichen Leben. Er erwarb den Schulabschluss an der Abendschule, studierte Sozialwissenschaften, und arbeitete daraufhin im psychosozialen Bereich. Büttner hat nie eine Schauspielschule besucht, ist aber trotzdem von namhaften deutschen Regisseuren seit 1997 für große Rollen besetzt worden.
Nach der Wende begann er seine Theaterlaufbahn und spielte zwischen 1997 und 2017 an der Volksbühne am Rosa-Luxemburg-Platz. Dort war er unter anderem für Frank Castorf, Dimiter Gotscheff und Christoph Schlingensief in Stücken wie Die Brüder Karamasow, Das große Fressen, und Love Pangs zu sehen. Seine Identität hat ihn im Schauspiel stets geprägt – er ist der Sohn einer Wäscherin und eines Fleischers. Frank Castorf schätzte ihn in einem Interview als authentischen Menschen und Schauspieler.
Seit 2018 wirkt er an Inszenierungen am Deutschen Theater mit.
Im Rahmen der 60. Kunstbiennale 2024 in Venedig spielte Frank Büttner die zentrale Rolle in der Arbeit „Thresholds“ von Ersan Mondtag.

## Theater (Auswahl)
- 1997: Die Weber, Regie: Frank Castorf, Volksbühne am Rosa-Luxemburg-Platz
- 1997–2006: Diverse Produktionen und Aktionen mit Christoph Schlingensief
- 2000: Elementarteilchen, Regie: Frank Castorf, Volksbühne am Rosa-Luxemburg-Platz
- 2001: Hamlet_X, Regie: Herbert Fritsch, Mediales Kunstprojekt
- 2001: Baal, Regie: Thomas Bischoff, Volksbühne am Rosa-Luxemburg-Platz
- 2001: Lovepangs – Join the Lovesich Society, Regie: Christoph Schlingensief mit Enklaven von Alexander Kluge, Volksbühne am Rosa-Luxemburg-Platz
- 2002: Der Idiot, Regie: Frank Castorf, Volksbühne am Rosa-Luxemburg-Platz
- 2005: Schuld und Sühne, Regie: Frank Castorf, Volksbühne am Rosa-Luxemburg-Platz
- 2006: Das große Fressen, Regie: Dimiter Gotscheff, Volksbühne am Rosa-Luxemburg-Platz
- 2007: De Frau, Regie: Jonathan Meese, Volksbühne am Rosa-Luxemburg-Platz
- 2008: Ubukönig, Regie: Dimiter Gotscheff, Volksbühne am Rosa-Luxemburg-Platz
- 2009: Medea, Regie: Frank Castorf, Volksbühne am Rosa-Luxemburg-Platz
- 2010: Die Chinesin, Regie: Dimiter Gotscheff, Volksbühne am Rosa-Luxemburg-Platz
- 2010: Nach Moskau! Nach Moskau! Regie: Frank Castorf, Volksbühne am Rosa-Luxemburg-Platz/Internationales Tschechow Theater-Festival/Wiener Festwochen
- 2011: Die Mutter, Regie: Silvia Rieger, Volksbühne am Rosa-Luxemburg-Platz
- 2011: Der Spieler, Regie: Frank Castorf, Wiener Festwochen/Volksbühne am Rosa-Luxemburg-Platz
- 2012: Der Sandmann, Regie: Sebastian Klink, Volksbühne am Rosa-Luxemburg-Platz
- 2012: Die Marquise von O, Regie: Frank Castorf, Volksbühne am Rosa-Luxemburg-Platz
- 2013: Fucking Liberty! Regie: Ulli Lommel, Volksbühne am Rosa-Luxemburg-Platz
- 2014: Kaputt, Regie: Frank Castorf, Volksbühne am Rosa-Luxemburg-Platz[3]
- 2015: Die Brüder Karamasov, Regie: Frank Castorf, Volksbühne am Rosa-Luxemburg-Platz
- 2016: Die Sommergäste, Regie: Silvia Rieger, Volksbühne am Rosa-Luxemburg-Platz/Hochschule für Schauspielkunst „Ernst Busch“ Berlin
- 2016: Die Kabale der Scheinheiligen, Regie: Frank Castorf, Volksbühne am Rosa-Luxemburg-Platz[4]
- 2017: Ein schwaches Herz, Regie: Frank Castorf, Volksbühne am Rosa-Luxemburg-Platz
- 2017: Faust, Regie: Frank Castorf, Volksbühne am Rosa-Luxemburg-Platz
- 2019: Die Umsiedlerin/Das Leben auf dem Lande, Tom Kühnel & Jürgen Kuttner, Deutsches Theater
- 2019: In Stanniolpapier, Regie: Sebastian Hartmann, Deutsches Theater[5]
- 2022: Wallenstein, Regie: Frank Castorf, Staatsschauspiel Dresden
- 2024: Threseholds, Regie: Ersan Mondtag, 60. Kunstbiennale Venedig

Bildende Kunst
- 2005 Angela Bulloch, Angela Bulloch. To the Power of 4, Secession, Wien